# Gorka Aguinagalde
Gorka Aguinagalde López (Vitoria-Gasteiz, 7 de outubro de 1966) é um ator, humorista e cantor espanhol de origem basca. 
Atualmente, Aguinagalde interpreta Koldo Intxaustegui na série de televisão Allí abajo. Fez uma aparição como um tenente no filme Errementari.